# Radio Vitoria

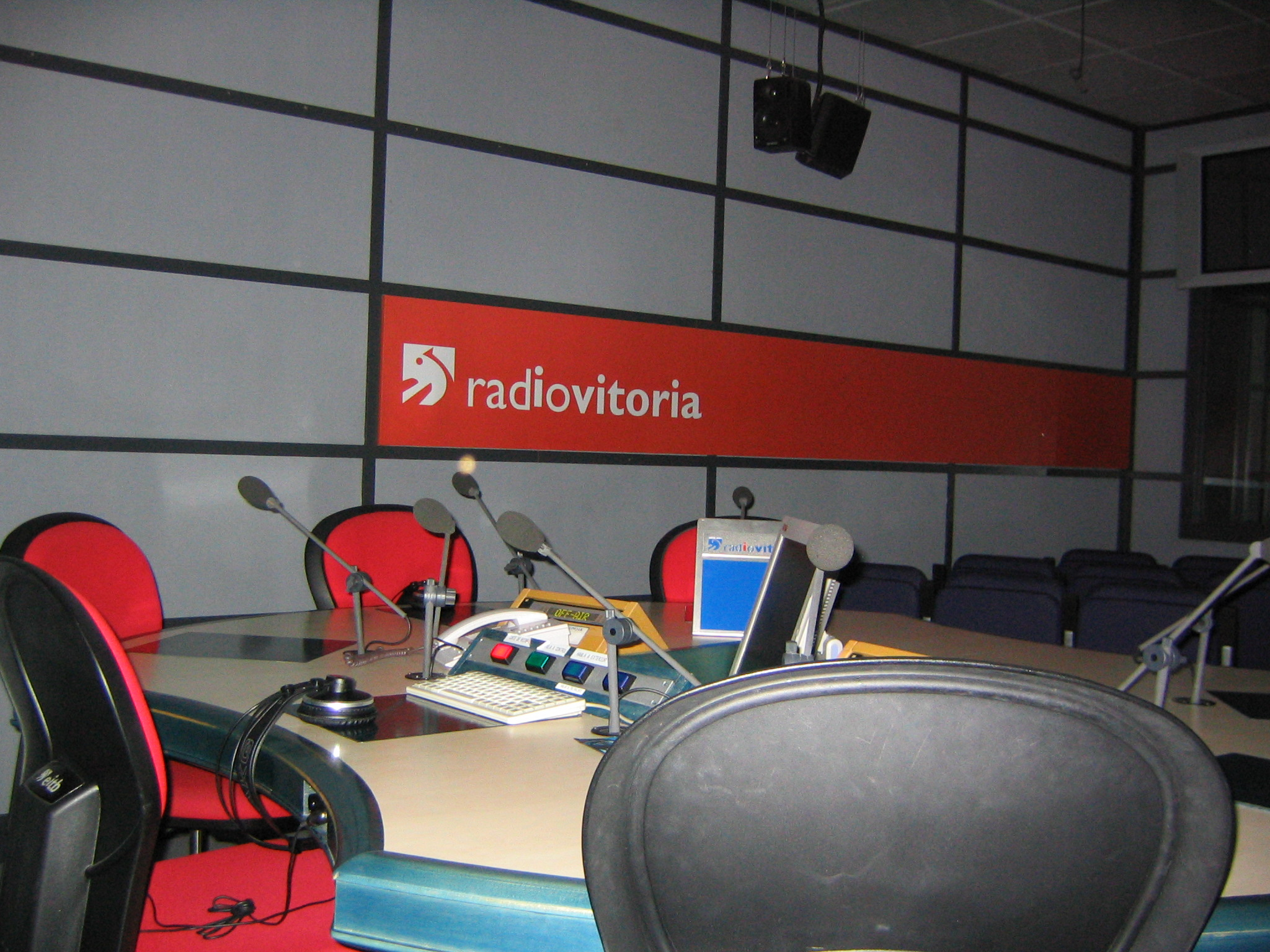
Studio von Radio Vitoria in Vitoria-Gasteiz

Radio Vitoria ist ein Radiosender von Euskal Irrati Telebista (EiTB), der öffentlichen Medienanstalt der baskischen Regierung. Es wird aus Vitoria und Álava, Baskenland (Spanien) für das gesamte Gebiet von Alava, Vizcaya und Navarra ausgestrahlt. 
Der Radiosender wurde 1934 von Francisco Hernández Peña gegründet und 1981 von der baskischen Regierung erworben, um die Keimzelle der späteren EiTB-Kommunikationsgruppe zu bilden. Das Programm ist kommerziell und vielfältig und besteht hauptsächlich aus politischen und wirtschaftlichen Informationen, Sport, Kultur, Humor und Unterhaltung, die eng mit Vitoria und Álava verbunden sind. Im Jahr 2000 wurden die Einrichtungen komplett renoviert und der Standort gewechselt.
Bis zum 30. April 2013 gab es das Programm auch im Mittelwellenbereich 1602 kHz in Amplitudenmodulation. Nach 79 Jahren wurde die Nutzung des Mittelwellenbereichs eingestellt.

## Frequenzliste
Álava
- Aramayona: 93.3 FM
- Bóveda: 91.8 FM
- Fresneda: 103.9 FM
- Santa Cruz de Campezo: 106.5 FM
- Vitoria: 104.1 FM
- Samaniego: 102.8 FM
- Cuartango: 100.6 FM

 Vizcaya
- Orduña: 92.8 FM

 Navarra
- Tudela: 106.5 FM

Quelle eitb.eus: